# Igreja Presbiteriana Reformada Associada no Malawi
A Igreja Presbiteriana Reformada Associada no Malawi (IPRAM) - em inglês Associate Reformed Presbyterian Church in Malawi (ARPCM)  - foi uma denominação reformada presbiteriana no Malawi, formada em 2014, pelo Rev. John Joseph Matandika.
Em 2020, foi incorporada à Igreja Presbiteriana Reformada do Malawi.

## História
Em 2007, John Joseph Matandika começou a trabalhar com a Missão "Alegria Para o Mundo" no Malawi, uma missão que promove o Calvinismo no país. 
Em 2012, o pastor se formou em Teologia na Faculdade Bíblia Africana, o Uganda. 
Após voltar ao Malawi, fundou a Igreja Presbireriana Reformada Associada no Malawi em 2014.
Em 2020, a denominação foi absorvida pela Igreja Presbiteriana Reformada do Malawi.

## Doutrina
A IPRAM subscrevia a Confissão de Fé de Westminster, Catecismo Maior de Westminster e Breve Catecismo de Westminster.

## Relações intereclesiásticas
A denominação já foi membro parte da Fraternidade Reformada Mundial